# U-663
| U-663                      | U-663                                                          | U-663                                                          |
| -------------------------- | -------------------------------------------------------------- | -------------------------------------------------------------- |
|                            |                                                                |                                                                |
|                            |                                                                |                                                                |
|                            |                                                                |                                                                |
| Під прапором               | Третій рейх                                                    | Третій рейх                                                    |
| Спуск на воду              | 26 березня 1942 року                                           | 26 березня 1942 року                                           |
| Виведений зі складу флоту  | 8 травня 1943 року                                             | 8 травня 1943 року                                             |
| Сучасний статус            | затоплений                                                     | затоплений                                                     |
| Проєкт                     |                                                                |                                                                |
| Тип ПЧ                     | Торпедний ДПЧ                                                  | Торпедний ДПЧ                                                  |
| Основні характеристики     |                                                                |                                                                |
| Швидкість (надводна)       | 17,7 вузлів                                                    | 17,7 вузлів                                                    |
| Швидкість (підводна)       | 7,6 вузлів                                                     | 7,6 вузлів                                                     |
| Робоча глибина занурення   | 100 м                                                          | 100 м                                                          |
| Гранична глибина занурення | 220 м                                                          | 220 м                                                          |
| Екіпаж                     | 44 осіб                                                        | 44 осіб                                                        |
| Розміри                    |                                                                |                                                                |
| Довжина найбільша (по КВЛ) | 67,1 м                                                         | 67,1 м                                                         |
| Ширина корпусу найб.       | 6,2 м                                                          | 6,2 м                                                          |
| Висота                     | 9,6 м                                                          | 9,6 м                                                          |
| Середня осадка (по КВЛ)    | 4,70 м                                                         | 4,70 м                                                         |
| Водотоннажність надводна   | 769 т                                                          | 769 т                                                          |
| Озброєння                  |                                                                |                                                                |
| Артилерія                  | одна палубна гармата калібру 88-мм, одна 20-мм зенітна гармата | одна палубна гармата калібру 88-мм, одна 20-мм зенітна гармата |
| Торпедно- мінне озброєння  | 4 носових і один кормовий ТА. 14 торпед                        | 4 носових і один кормовий ТА. 14 торпед                        |

U-663 — німецький підводний човен типу VIIC, часів Другої світової війни.
Замовлення на будівництво човна було віддане 15 серпня 1940 року. Човен був закладений на верфі суднобудівної компанії «Howaldtswerke Hamburg AG» у Гамбурзі 31 березня 1941 року під заводським номером 812, спущений на воду 26 березня 1942 року, 14 травня 1942 року увійшов до складу 5-ї флотилії. Також за час служби перебував у складі 11-ї та 9-ї флотилій. Єдиним командиром човна був корветтен-капітан Генріх Шмід.
Човен зробив 3 бойових походи, в яких потопив 2 судна (загальна водотоннажність 10 924 брт).
7 травня 1943 року човен був важко пошкоджений глибинними бомбами австралійського летючого човна «Сандерленд» в точці 47°06′ пн. ш. 10°58′ зх. д. / 47.100° пн. ш. 10.967° зх. д. і наступного дня затонув в Біскайській затоці південно-західніше Бреста приблизно в точці 46°50′ пн. ш. 10°00′ зх. д. / 46.833° пн. ш. 10.000° зх. д.. Всі 49 членів екіпажу загинули.

## Потоплені та пошкоджені кораблі[3]
| Назва              | Тип            | Належність      | Дата              | Тоннаж (БРТ) | Вантаж                       | Статус    | Місце                                                       |
| Barberrys          | вантажне судно | Велика Британія | 26 листопада 1942 | 5 170        | 6 867 т генеральних вантажів | потоплено | 50°36′ пн. ш. 47°10′ зх. д. / 50.600° пн. ш. 47.167° зх. д. |
| Clarissa Radcliffe | вантажне судно | Велика Британія | 18 березня 1943   | 5 754        | 8 450 т залізної руди        | потоплено | 52°21′ пн. ш. 27°15′ зх. д. / 52.350° пн. ш. 27.250° зх. д. |